# Raden (Auetal)
Raden ist einer der 16 Ortsteile der Gemeinde Auetal im Landkreis Schaumburg in Niedersachsen.

## Geographie
Der Ort liegt drei Kilometer östlich von Rehren. Südöstlich grenzt der Süntel an.

## Geschichte
Am 1. Dezember 1910 hatte der Ort 88 Einwohner und gehörte zum Kreis Rinteln. Am 1. März 1974 wurde Raden in die Gemeinde Hattendorf eingegliedert und bereits am 1. April 1974 wurde die neue Gemeinde aufgelöst und der neuen Gemeinde Auetal zugewiesen.